# لوردي
لوردي (Lordi) هي فرقة هارد روك وهيفي ميتال من فنلندا. تشكلت الفرقة في عام 1997 بواسطة تومي بوتانسو الملقب بـ «مستر لوري» في مدينة روفينامي بفنلندا. تبدو الفرقة كالوحوش بسبب رداء أعضاء الفرقة وطريقة الغناء. فازت الفرقة في عام 2006 بمسابقة يوروفيجن للأغاني بعد حصولهم على 292 نقطة، لتحصل فنلندا على أول فوز لها في تاريخ المسابقة. شاركت الفرقة أيضاً في حفل توزيع جوائز إم تي في الأوروبية في كوبنهاغن، الدانمارك. تعد أغنية "Hard Rock Hallelujah" أشهر أعمالهم، وأول أغانيهم كانت "Would You Love a Monsterman" التي سجلت عام 2002 والتي وضعت أيضاً في ألبوم الفرقة الأول "Get Heavy".

## أعضاء الفرقة الحاليون
- مستر لوردي (Tomi Petteri Putaansuu)
- آمين (Jussi Sydänmaa)
- أوكس (Samer el Nahhal)
- Mana
- Hella

## أبرز الأعمال الموسيقية
- Get Heavy (عام 2002)
- The Monsterican Dream (عام 2004)
- The Monster Show (عام 2005)
- The Arockalypse (عام 2006)
- Deadache (عام 2008)
- Zombilation (عام 2009)
- Babez for Breakfast (عام 2010)
- Scarchives Vol. 1 (عام 2012)
- To Beast or Not To Beast (عام 2013)

## وصلات خارجية
- لوردي على موقع IMDb (الإنجليزية)
- لوردي على موقع ميوزك برينز (الإنجليزية)
- لوردي على موقع أول ميوزيك (الإنجليزية)
- لوردي على موقع ديسكوغز (الإنجليزية)

- الموقع الرسمي